# Oeceoclades antsingyensis
Oeceoclades antsingyensis är en orkidéart som beskrevs av Günter Gerlach. Oeceoclades antsingyensis ingår i släktet Oeceoclades och familjen orkidéer. Inga underarter finns listade i Catalogue of Life.